# Пушкинское сельское поселение (Краснодарский край)
Пушкинское сельское поселение — муниципальное образование в Гулькевичском районе Краснодарского края России.
В рамках административно-территориального устройства Краснодарского края ему соответствует Пушкинский сельский округ.
Административный центр — село Пушкинское.

## Население
| 2010  | 2012  | 2013  | 2014  | 2015  | 2016  | 2017  | 2018  | 2019  |
| ----- | ----- | ----- | ----- | ----- | ----- | ----- | ----- | ----- |
| 2430  | ↘2411 | ↘2408 | ↘2405 | ↘2348 | ↘2332 | ↗2366 | ↘2347 | ↘2331 |
| 2020  | 2021  | 2023  |       |       |       |       |       |       |
| ↘2313 | ↗2337 | ↘2293 |       |       |       |       |       |       |

## Населённые пункты
| № | Населённый пункт | Тип населённого пункта | Население (чел.) |
| - | ---------------- | ---------------------- | ---------------- |
| 1 | Пушкинское       | село                   | ↗1917            |
| 2 | Новокрасный      | хутор                  | ↘513             |

## Местное самоуправление
Главы сельского поселения
- Николай Владимирович Берсенев
- с 2.04.2023 года — Алексей Сергеевич Косицкий[14]